# Ciclo Lenoir
O ciclo de Lenoir foi um ciclo termodinâmico idealizado usado para modelar o motor a pulso jato. É baseado na operação do motor patenteado por Étienne Lenoir em 1860, considerado como o primeiro motor de combustão interna comercialmente fabricado.
O motor foi chamado de motor de explosão, pois a energia fornecida é devida somente ao surgimento da pressão da combustão extremamente rápida do combustível, ou a explosão da mistura no espaço confinado do cilindro. Centenas de máquinas de Lenoir foram usadas no século XIX, mas atualmente se encontram ineficientes comparadas aos padrões atuais.
Em 1862 Alphonse Beau de Rochas apontou que a eficiência da queima interna poderia ser aprimorada em motores alternativos através da compressão da mistura de ar-combustível antes da combustão. Em 1876 Nicolaus Otto pensou que as sugestões de Rochas eram inconsistentes e construiu uma máquina que incorporou esse recurso importante, como descrito no ciclo de Otto.
A ausência de um processo de compressão no projeto leva-o a melhor eficiência térmica a baixas temperaturas comparado ao motores baseados no ciclo de Otto ou ciclo Diesel.

## O ciclo
Um ciclo ideal de Lenoir com um gás ideal passa por:
1-2: Adição de calor a volume constante;
2-3: Expansão Adiabática;
3-1: Rejeição de calor a pressão constante.
Onde:
{\displaystyle Q_{H}}= Transferência de calor quente, H= hot
{\displaystyle Q_{c}}= Transferência de calor frio, C= cold

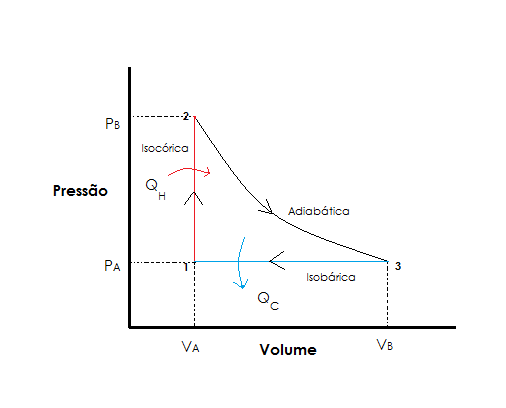
Diagrama Pressão x Volume do ciclo térmico de Lenoir.

De acordo com o ciclo, o pistão inicial (1), quando há adição de calor ocorre um aumento de pressão a volume constante, (2); Do ponto (2) para o (3) ocorre uma expansão e de (3) para (1) o calor é liberado a pressão constante.
O processo de expansão (2) para (3) é um processo Adiabático e consequentemente não envolve troca de calor. A energia é absorvida em forma de calor durante o aquecimento em volume constante e fornecida como trabalho durante a expansão. O calor restante não é aproveitado e é perdido durante o processo de resfriamento a pressão constante.
Para o cálculo da eficiência do ciclo de Lenoir deve ser levado em consideração que
{\displaystyle e_{l}=\left({\frac {|W|}{|Q_{H}|}}\right)}
sendo W= Trabalho e {\displaystyle e_{l}}= Eficiência do ciclo de Lenoir.
Considerando que o trabalho realizado é dado por
{\displaystyle |W|=|Q_{H}|-|Q_{C}|}
nos leva a equação de eficiência
{\displaystyle e_{l}=1-\left({\frac {|Q_{C}|}{|Q_{H}|}}\right)}.

### Adição de calor a volume constante (1-2)
No processo isocórico, o volume do sistema é constante, pela equação do trabalho isso faz com que o trabalho seja igual a zero. Logo, ΔU=Q.
Na versão com gás ideal do ciclo de Lenoir tradicional, o primeiro estágio (1-2) envolve a adição de calor de modo que o volume seja constante. Este processo se baseia na primeira lei da termodinâmica:
{\displaystyle {}Q_{H}=c_{v}\left({T_{2}-T_{1}}\right)}
Sendo:
{\displaystyle {\displaystyle {c_{v}}}} o calor específico a volume constante;
{\displaystyle {T_{1}}}a temperatura da fonte fria;
{\displaystyle {T_{2}}} a temperatura da fonte quente.
Não existe trabalho durante este processo porque o volume se mantém constante:
{\displaystyle {}_{1}W_{2}=\int \limits _{1}^{2}{pdV}=0}
e da definição de calores específicos de volume constante para um gás ideal:
{\displaystyle c_{v}={\frac {R}{\gamma -1}}},[5]
Onde:
R é a constante dos gases ideais;
γ é a relação dos calores específicos.
A pressão após a adição de calor pode ser calculada a partir da lei dos gases ideais:
{\displaystyle p_{2}V_{2}=nRT_{2}}

### Expansão adiabática (2-3)
No processo adiabático não há troca de calor do sistema com o meio, ou seja, Q = 0, então pela equação da 1ª lei da termodinâmica,  ΔU=W.
A segunda etapa(2-3) envolve uma expansão adiabática reversível do fluido de volta para sua pressão original.  Pode-se determinar que, para um processo Adiabático, a aplicação da segunda lei da termodinâmica resulta no seguinte:
{\displaystyle \left({\frac {T_{2}}{T_{1}}}\right)=\left({\frac {p_{2}}{p_{1}}}\right)} e {\displaystyle \left({\frac {T_{3}}{T_{1}}}\right)=\left({\frac {V_{3}}{V_{1}}}\right)}
então,
{\displaystyle P_{2}V_{2}^{\wp -1}=P_{3}V_{3}^{\wp -1}}
nos temos que:
{\displaystyle \left({\frac {P_{2}}{P_{3}}}\right)=\left({\frac {V_{3}}{V_{2}}}\right)^{\wp -1}=\left({\frac {T_{3}}{T_{2}}}\right)}
e
{\displaystyle \left({\frac {P_{2}}{P_{1}}}\right)=\left({\frac {V_{3}}{V_{1}}}\right)^{\wp -1}=\left({\frac {T_{3}}{T_{1}}}\right)}
Onde {\displaystyle p_{3}=p_{1}} para esse ciclo específico.  A primeira lei da termodinâmica resulta na seguinte equação a seguir para esse processo de expansão:
{\displaystyle {}_{2}W_{3}=mc_{v}\left({T_{2}-T_{3}}\right)}
porque para um processo adiabático:
{\displaystyle {}_{2}Q_{3}=0}

### Perda de calor a pressão constante (3-1)
A fase final (3-1) envolve uma perda de calor a pressão constante (transformação isobárica), voltando ao estado original.  Da primeira lei da termodinâmica, temos:
{\displaystyle {}_{3}Q_{1}-_{3}W_{1}=U_{1}-U_{3}}
concomitantemente, podemos definir também que
{\displaystyle Q_{c}=c_{p}(T_{3}-T_{1})}
da definição de calor específico a pressão constante para um gás ideal:
{\displaystyle c_{p}={\frac {\gamma R}{\gamma -1}}}
Da definição de trabalho:
{\displaystyle {}_{3}W_{1}=\int \limits _{3}^{1}{pdV}=p_{1}\left({V_{1}-V_{3}}\right)}

### Eficiência do Ciclo de Lenoir
Outras formas de calcular a eficiência do Ciclo de Lenoir são através das equações:
{\displaystyle e_{l}=1-\left({\frac {|Q_{C}|}{|Q_{H}|}}\right)}
{\displaystyle e_{l}=1-\left({\frac {c_{p}(T_{3}-T_{1})}{c_{v}(T_{2}-T_{1})}}\right)}
{\displaystyle e_{l}=1-\wp \left({\frac {\left({\frac {T_{3}}{T_{1}}}\right)-1}{\left({\frac {T_{2}}{T_{1}}}\right)-1}}\right)}
em função da temperatura
{\displaystyle e_{l}=1-\wp \left({\frac {({\frac {V_{3}}{V_{1}}}-1)}{\left({\frac {V_{3}}{V_{2}}}-1\right)}}\right)}
em função do volume.

### Representação do ciclo
Quando o pistão está na parte inferior central, gases de combustão são permitidos a escapar. O momento rotacional do sistema de manivela direciona o pistão até a posição centro-topo, expelindo gases adicionais enquanto segue. Uma mistura nova de combustível é recebida novamente na câmara de combustível (cilindro) e o ciclo é repetido.
A animação a seguir mostra o funcionamento do Ciclo de Lenoir:
Onde:
Vermelho escuro: Calor quente
Azul escuro: Calor frio

## Princípio de funcionamento
O pistão desce desde o ponto morto superior, admitindo a mistura ar-combustível por uma válvula (que pode ser somente uma válvula anti-retorno, que se abre por depressão).
Num dado ponto da descida do pistão dá-se a ignição que produz uma combustão instantânea, produzindo um aumento, também instantâneo, da pressão; a partir daí o pistão é expandido para o ponto morto inferior, baixando a pressão do gás.
No ponto morto inferior a válvula de escape abre (por meio de um mecanismo, tipo carne) e os gases queimados são expulsos do cilindros pela subida do pistão. Teoricamente estes motores poderiam atingir um rendimento algo inferior a 30%, embora na prática se obtivessem valores na ordem dos 10%. Mas o grande problema destes motores não residia tanto no rendimento, mas sim na potência que estava disponível. Para se obter um pouco mais de 1 kW estes motores poderiam pesar 2 toneladas. O ciclo de funcionamento destes motores tinha a grande desvantagem de a s condições para grande potência e elevado rendimento serem incompatíveis, ou seja, ao máximo da potência correspondia baixo rendimento e vice versa.

## Diagrama do Ciclo
A imagem representa o diagrama Temperatura x Entropia.
1-2: Volume constante;
3-1:Pressão constante.

## Motor de combustão interna
Se o combustível for queimado no seio do fluido motor, a máquina denomina-se por combustão interna. Neste caso, geralmente o fluido ativo é constituído por uma mistura de ar-combustível que vai ser queimado num local apropriado do ciclo (dentro do motor).

### Motores de Combustão Interna Atmosféricos
Com o pistão principal no ponto morto inferior, um pistão suplementar (abaixo do principal) admitia mistura que era feita explodir, o que impulsionava o pistão principal rapidamente até o topo do cilindro. Daí o pistão engrenava na roda dentada e descia lentamente, pois o arrefecimento do gás baixava-lhe a pressão e a pressão atmosférica empurrava-o para baixo, produzindo trabalho.
Repare-se que ao desligar o pistão do eixo motor origina-se uma expansão muito rápida e portanto adiabática (sem perdas), enquanto que a sua descida seria lenta para permitir as trocas de calor com o exterior (arrefecimento). Embora não se aproveitasse a expansão dos gases proveniente da explosão, esta máquina não tinha muitas perdas, pois a quantidade de combustível era a exata para que o pistão chegasse ao topo adiabaticamente.

### Combustíveis
Em relação aos combustíveis, os vários inventores usaram diferentes produtos, desde a pólvora ao pó de carvão (a que os irmãos Niepce juntaram resina em 1806 de modo a permitir uma melhor ignição), passando pela aguarrás (destilada da resina), por destilados de petróleo bruto (o antecessor da gasolina), por álcool e mesmo por hidrogênio (motor de Cecil, em 1820). A maneira como o combustível era fornecido ao motor também variava de autor para autor, mas geralmente havia cuidado em definir as proporções entre o combustível e o ar. Mais uma vez os irmãos Niepce foram os inventores da injeção direta (dentro do cilindro) auxiliada com ar comprimido ( 1816), de modo a permitir atomização do combustível líquido, que propuseram ser derivado do petróleo bruto.

### Problemas destes primeiros motores
Um dos grandes problemas destes primeiros motores era a ignição do combustível. Geralmente esta era conseguida por uma chama exterior que se colocava em contacto com a mistura combustível. Claro que Jogo que a combustão se dava, dava-se também uma expansão de gases através do contacto com a chama, o que a poderia apagar, levando os inventores a desenvolver sofisticados sistemas para que tal não acontecesse.
Havia fornecimento de uma mistura combustível por A a um cilindro rotativo B que tinha uma janela C que permitia que a chama D entrasse em contacto com essa mistura, que ardia e era expandida (ainda em combustão) para o cilindro do motor (pelo orifício E). iniciando a sua combustão.

### Aplicação
Os motores de combustão interna têm diversas aplicações e são muito utilizados atualmente ao serviço da tecnologia e do desenvolvimento da mesma. São usados principalmente na indústria rodoviária, nos automóveis, motos e camiões mas também em aviões e navios. Podem ser encontrados também em outros campos, como na produção de eletricidade e no bombeamento de água tal. Embora estes não consigam competir com as turbinas dos aviões e os motores nucleares dos navios de grande porte, não têm concorrência na estrada. Bastante importante fazer referência também ao aumento do rendimento do motor ao longo do tempo e à diminuição de gases poluentes expelidos pelo mesmo, que é cerca de 100 vezes inferior aos de 40 anos atrás.